# Marxologue
Un marxologue est un spécialiste de l'œuvre de Karl Marx, qui en étudie certains aspects ou la totalité. Cela exige de pouvoir lire les textes originaux, qui sont le plus souvent en allemand, mais Marx a écrit des textes en d'autres langues : français, grec ancien, anglais.
Un marxologue n'est pas forcément d'accord avec les thèses de Karl Marx (comme Raymond Aron), mais certains marxologues sont également marxistes ou marxiens[réf. nécessaire].
Le terme a été utilisé pour la première fois par David Riazanov[réf. souhaitée] (en russe), et fut introduit en français par Maximilien Rubel.

## Marxologues
- David Riazanov
- Maximilien Rubel
- Kostas Papaïoannou